# 首过效应
首过效应（first pass effect）又称首渡效应、首關效應，广义上，是药物在体内特定部位代谢的一种现象，其导致药物在到达作用部位或进入体循环之前其活性成分的浓度降低。除了最常见的口服药物可能有首过效应外，有些药物即使通过非口服途径（如静脉注射、肌肉注射等）给药，也可能会经历首过效应的代谢。在此代谢效应中，药物在吸收过程会有所减损，这通常与肝脏和肠壁有关，其中肝脏是首过效应的主要部位。然而，此效应也可以发生在肺、血管或其他代谢活跃的组织。
狭义上，首过效应是特指某些口服药物从胃肠道吸收后，在通过肠黏膜经门静脉系统进入肝脏时，可被肝药酶、胃肠道各种酶和微生物联合作用首次代谢灭活，而使进入体循环的药量减少，药效降低的现象。
首过效应此种代谢灭活另有许多异名，如：首过代谢（first pass metabolism）、循前代谢（presystemic metabolism）、首过消除（first pass elimination）。
首过效应典型的例子如：硝酸甘油口服时首过效应可灭活90%以上，因此需要舌下给药以避开首过效应；异丙肾上腺素可在肠黏膜与硫酸结合产生首过效应，故常使用喷雾吸入以提高治疗哮喘等效果。
避免首过效应的方法主要有：
- 改变给药途径：改口服给药为静脉给药、吸入给药、舌下含服等。
- 选择适当的给药时间：进食时服药能减少药物在肝脏的代谢，提高生物利用度。
- 首次剂量加倍：可抵消肝药酶代谢作用。